# Lecythis mesophylla
Lecythis mesophylla är en tvåhjärtbladig växtart som beskrevs av Scott A. Mori. Lecythis mesophylla ingår i släktet Lecythis och familjen Lecythidaceae. Inga underarter finns listade i Catalogue of Life.